# Podział administracyjny Kościoła katolickiego w Etiopii
Podział administracyjny Kościoła katolickiego w Etiopii – w ramach Kościoła katolickiego w Etiopii funkcjonuje obecnie 8 wikariatów apostolskich Kościoła łacińskiego oraz 1 metropolia obejmująca 1 archidiecezję i 3 diecezje Kościoła katolickiego obrządku etiopskiego. 
Jednostki administracyjne Kościoła katolickiego obrządku łacińskiego w Etiopii:
- wikariat apostolski Awasa (podporządkowany bezpośrednio Stolicy Apostolskiej)
- wikariat apostolski Dżimma - Bonga (podporządkowany bezpośrednio Stolicy Apostolskiej)
- wikariat apostolski Gambella (podporządkowany bezpośrednio Stolicy Apostolskiej)
- wikariat apostolski Harar (podporządkowany bezpośrednio Stolicy Apostolskiej)
- wikariat apostolski Hosanna (podporządkowany bezpośrednio Stolicy Apostolskiej)
- wikariat apostolski Meki (podporządkowany bezpośrednio Stolicy Apostolskiej)
- wikariat apostolski Nekemte (podporządkowany bezpośrednio Stolicy Apostolskiej)
- wikariat apostolski Soddo (podporządkowany bezpośrednio Stolicy Apostolskiej)
- prefektura apostolska Robe (podporządkowana bezpośrednio Stolicy Apostolskiej)

Jednostki administracyjne Kościoła katolickiego obrządku etiopskiego w Etiopii:
- metropolia Addis Abeby
  - archieparchia Addis Abeby
  - eparchia adigracka
  - eparchia Emdeberu
  - eparchia Bahyr Dar-Desje